# Hans Schmid (hockey sur glace)
 (août 2019).
Pour les articles homonymes, voir Schmid.
Temple de la renommée allemand : 1988
Hans Heinrich Schmid (né le 28 décembre 1898, date de décès inconnue) est un joueur professionnel allemand de hockey sur glace.

## Carrière
Hans Schmid fait toute sa carrière au SC Riessersee, avec qui il est champion d'Allemagne en 1927 en étant le capitaine. Il ne fait partie de l'équipe du SC Riessersee qui remporte le deuxième titre en 1935,. Puis il est de nouveau présent pour la saison 1937-1938 et pour le troisième titre en 1938,.
Hans Schmid a huit sélections avec l'équipe nationale. Il participe aux Jeux olympiques de 1928 à Saint-Moritz et au Championnat d'Europe 1927 où l'Allemagne prend la médaille de bronze.